# Baie de Beauport
La baie de Beauport est une baie du fleuve Saint-Laurent située à Québec.

## Géographie
La baie se trouve sur la rive nord du fleuve Saint-Laurent, entre la pointe de Québec et le chenal de l'Île d'Orléans. Son nom fait référence à Beauport, arrondissement de la ville de Québec bordant la baie au nord. S'y jettent, d'est en ouest, la rivière Saint-Charles, le ruisseau du Moulin, la rivière Beauport, la rivière Montmorency et deux autres petits cours d'eau de l'île d'Orléans.
À Québec, les quartiers de Maizerets, Vieux-Moulin, Vieux-Bourg et Chutes-Montmorency bordent la baie de Beauport du côté nord, tandis que le secteur de Lauzon à Lévis et la municipalité de Sainte-Pétronille sur l'île d'Orléans y font face respectivement au sud et à l'est.
En hiver, la baie est couverte par la glace de décembre à mars.

## Histoire

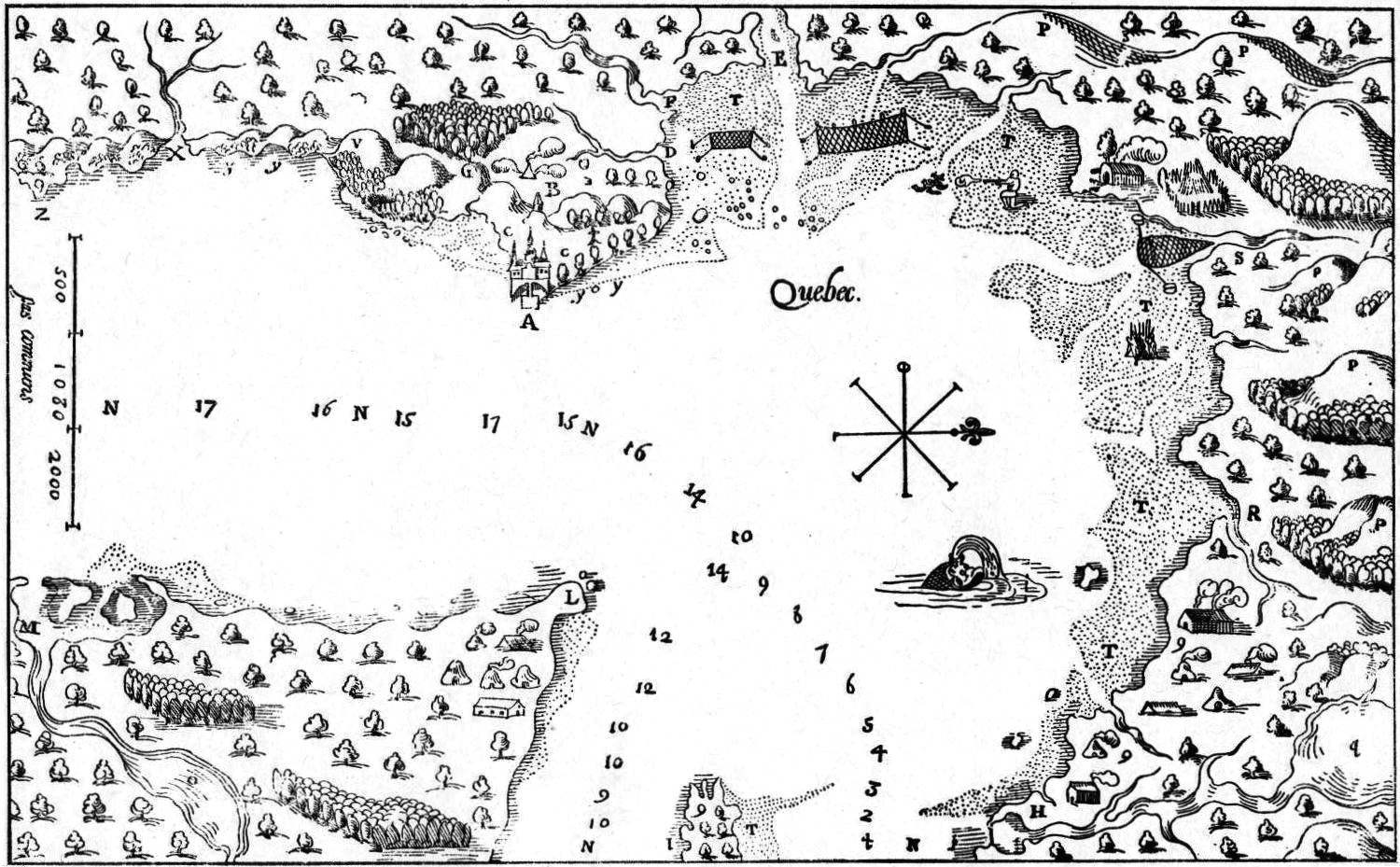
Carte de la baie en 1608 par Samuel de Champlain.

La baie est découverte par Jacques Cartier en septembre 1535 et la décrit comme « fort belle et plaisante ». Samuel de Champlain en dresse la première carte au moment de la fondation de Québec en 1608. Il lui attribue le nom de « baie de Nouvelle-Biscaye ». Dès les débuts de la colonie française, la rive nord de la baie est réputée pour son abondance en canards et est par conséquent nommée La Canardière.
Dans les années 1960, le port de Québec procède au remblaiement d'une partie de la baie, au nord de l'embouchure de la rivière Saint-Charles, pour créer le secteur portuaire de Beauport. En 1969, le barrage Joseph-Samson est construit à cette même embouchure pour empêcher les marées de pénétrer dans la rivière,. Au courant de la décennie suivante, la construction de l'autoroute Dufferin-Montmorency (A-440) autour de la baie, à même ses battures, modifie tout son rivage et en diminue drastiquement l'accès.
Depuis l'ouverture de la promenade Samuel-De Champlain, plus à l'ouest sur le fleuve, un réaménagement similaire des berges est envisagé pour le pourtour de la baie de Beauport,. En 2023, le Conseil municipal de Québec demande au gouvernement québécois la transformation de l'autoroute Dufferin-Montmorency en boulevard urbain.

## Milieu naturel

### Faune aviaire

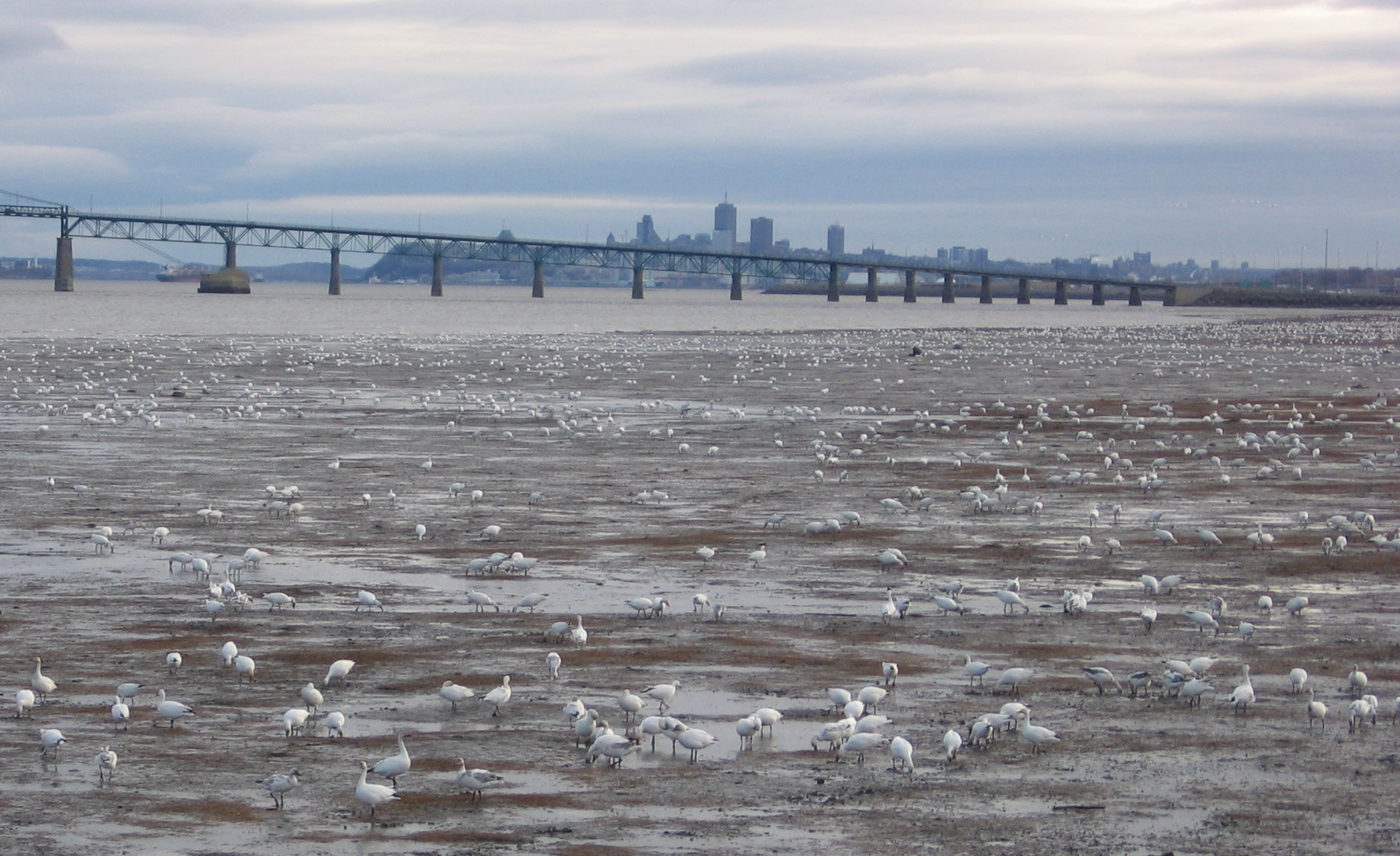
Oies des neiges dans les Battures-de-Beauport.

La baie est incluse dans la zone importante pour la conservation des oiseaux (ZICO) des Battures-de-Beauport et du Chenal de l’Île d’Orléans, un espace fréquenté entre autres par les oiseaux aquatiques lors des périodes de migration.
La baie est visitée par 2% de la population mondiale d'oie des neiges et respectivement 1% de celle du canard noir et du bécasseau semipalmé. 321 espèces sont observées entre 1915 et 2021, dont le grèbe esclavon, le grèbe jougris et le chevalier grivelé.

### Zone pélagique
Parmi la soixante d'espèces de poisson fréquentant le fleuve Saint-Laurent dans ces environs, on retrouve 5 espèces à statut particulier : l'esturgeon jaune et noir, l'anguille d’Amérique, l'alose savoureuse et l'éperlan arc-en-ciel.

## Activités

### Plage de la baie de Beauport

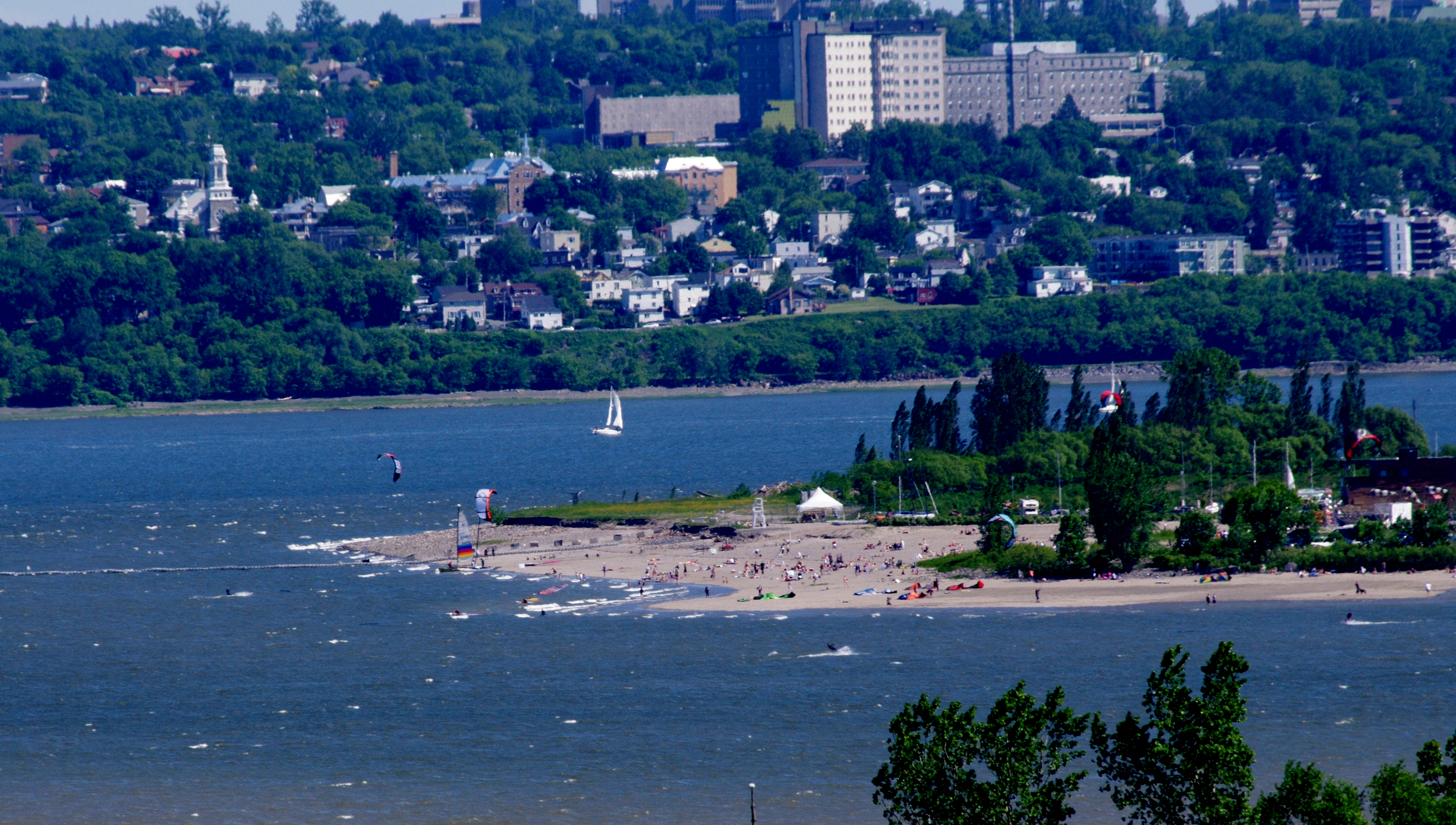
Plage de la baie de Beauport

Cette plage est créée artificiellement à la suite du remblaiement de la zone portuaire de Beauport dans les années 1960. Le site est réaménagé et inauguré le 14 juin 2008 en tant que legs du gouvernement fédéral pour le 400e anniversaire de Québec. Depuis 2016, la baignade est officiellement permise en présence d'un fanion vert, soit environ une trentaine de jours par année lorsque la météo et la qualité de l'eau le permet.

### Autres accès
Les accès à la baie sont limités par la présence de l'autoroute Dufferin-Montmorency qui l'encercle. La piste cyclable du Corridor du Littoral, qui longe l'autoroute du côté non riverain, donne seulement trois points d'accès au rivage :
- plage de la baie de Beauport;
- parc des Battures de Beauport (à l'embouchure de la rivière Beauport);
- l'étang de la Côte.

Une pointe de terre est également accessible aux piétons à l'extrémité du boulevard des Chutes.

## Galerie

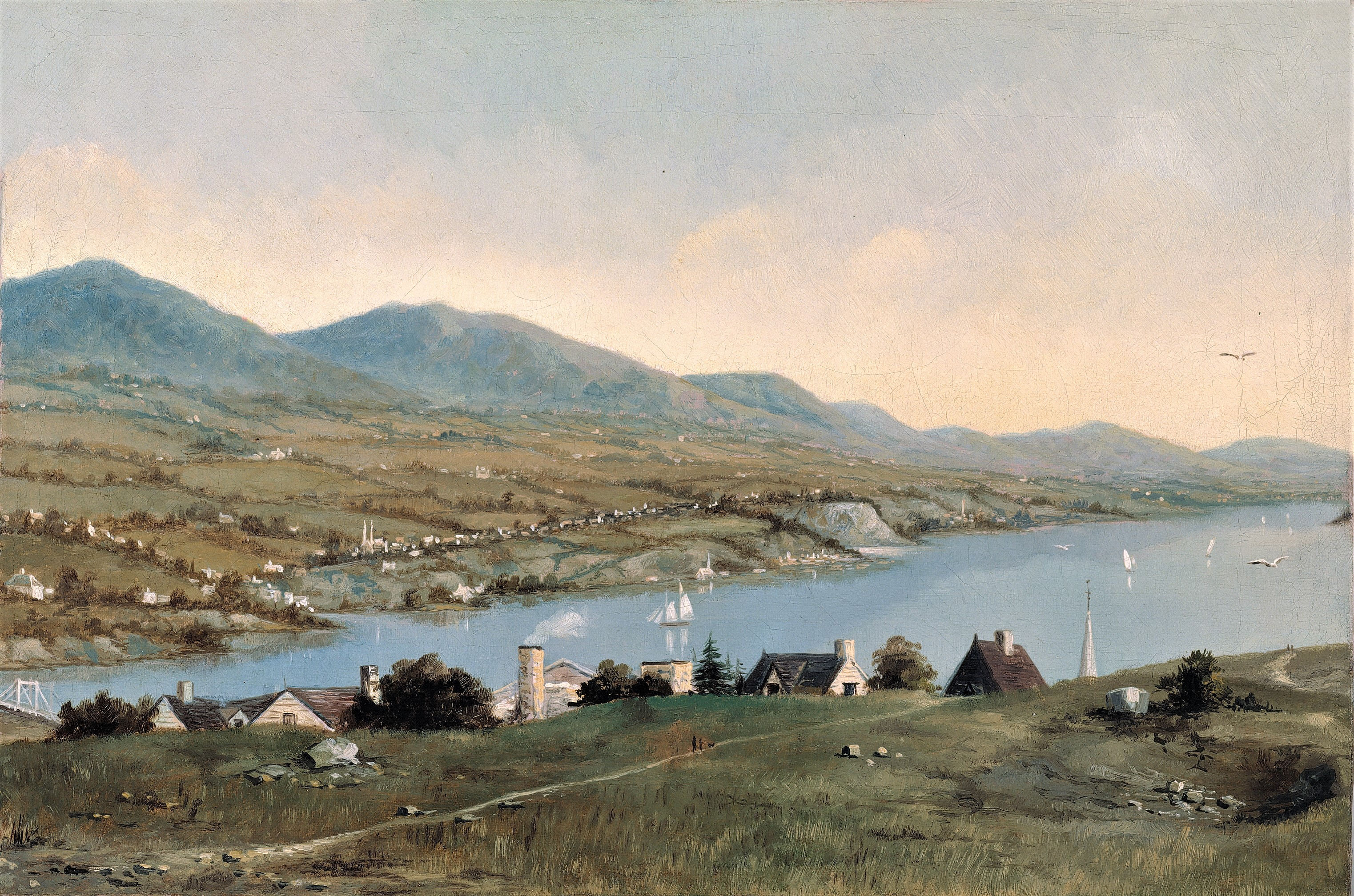
La baie peinte vers 1885 par Henry Richard S. Bunnett.
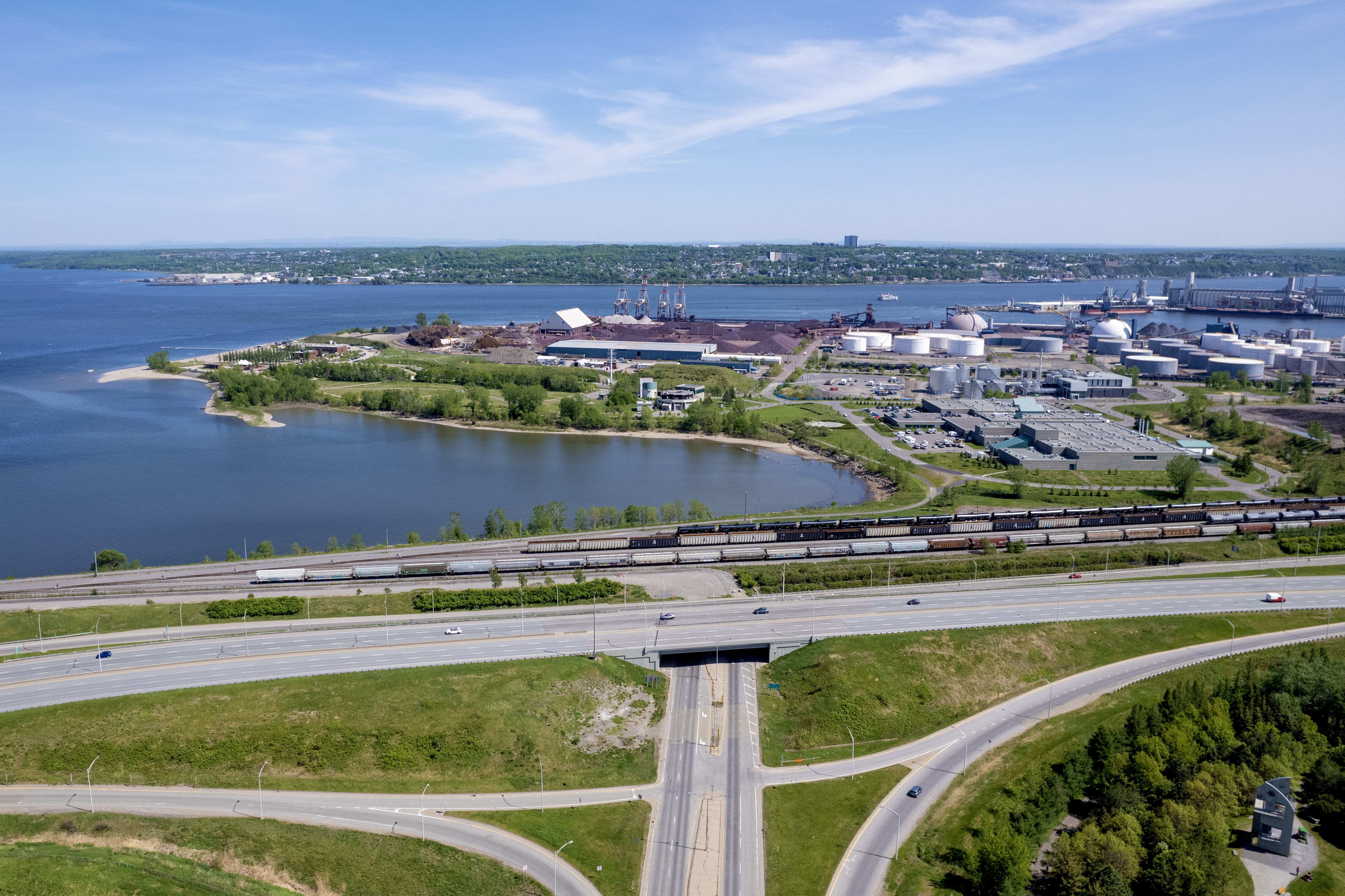
Secteur portuaire de Beauport
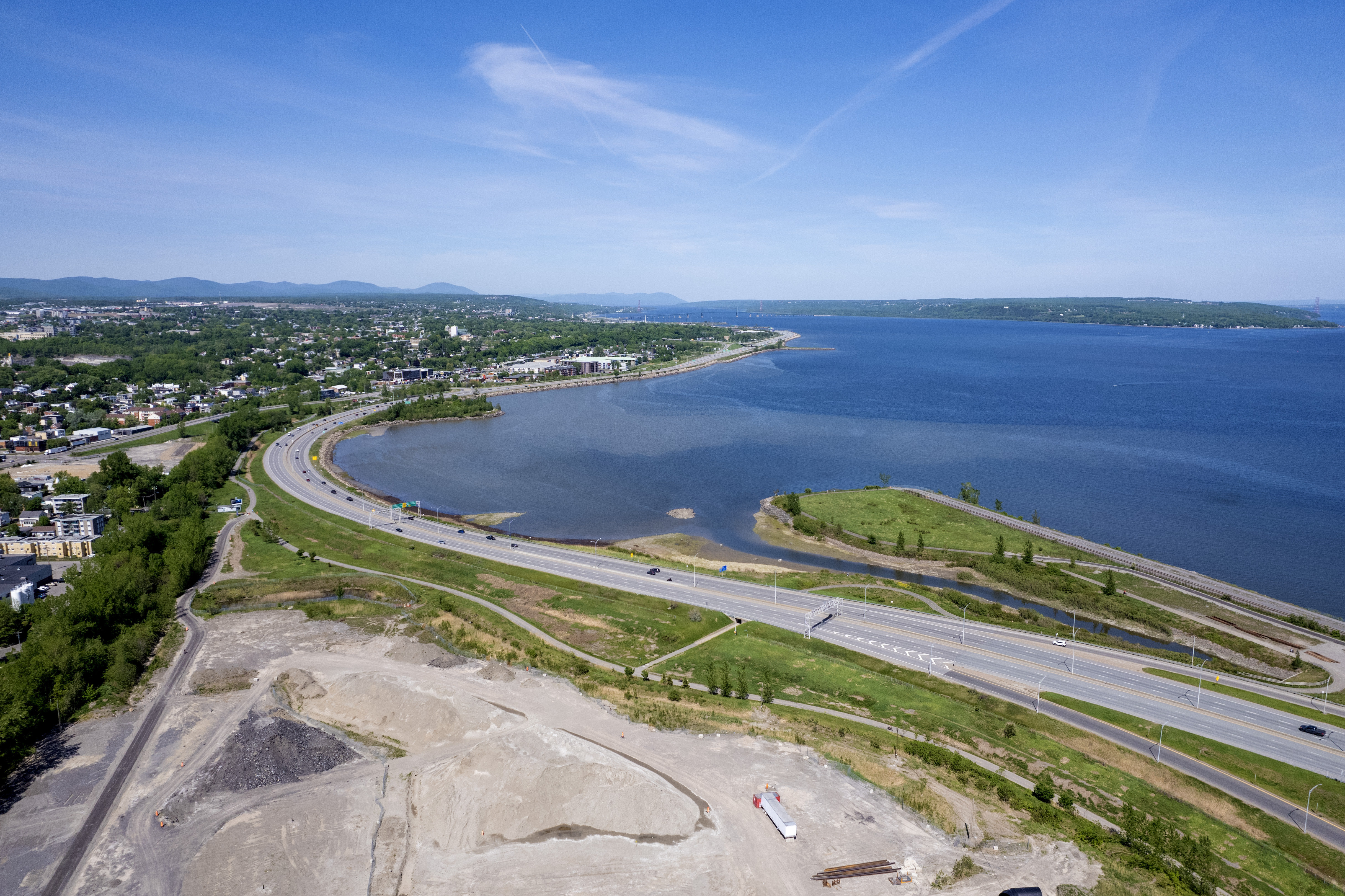
La baie et Beauport
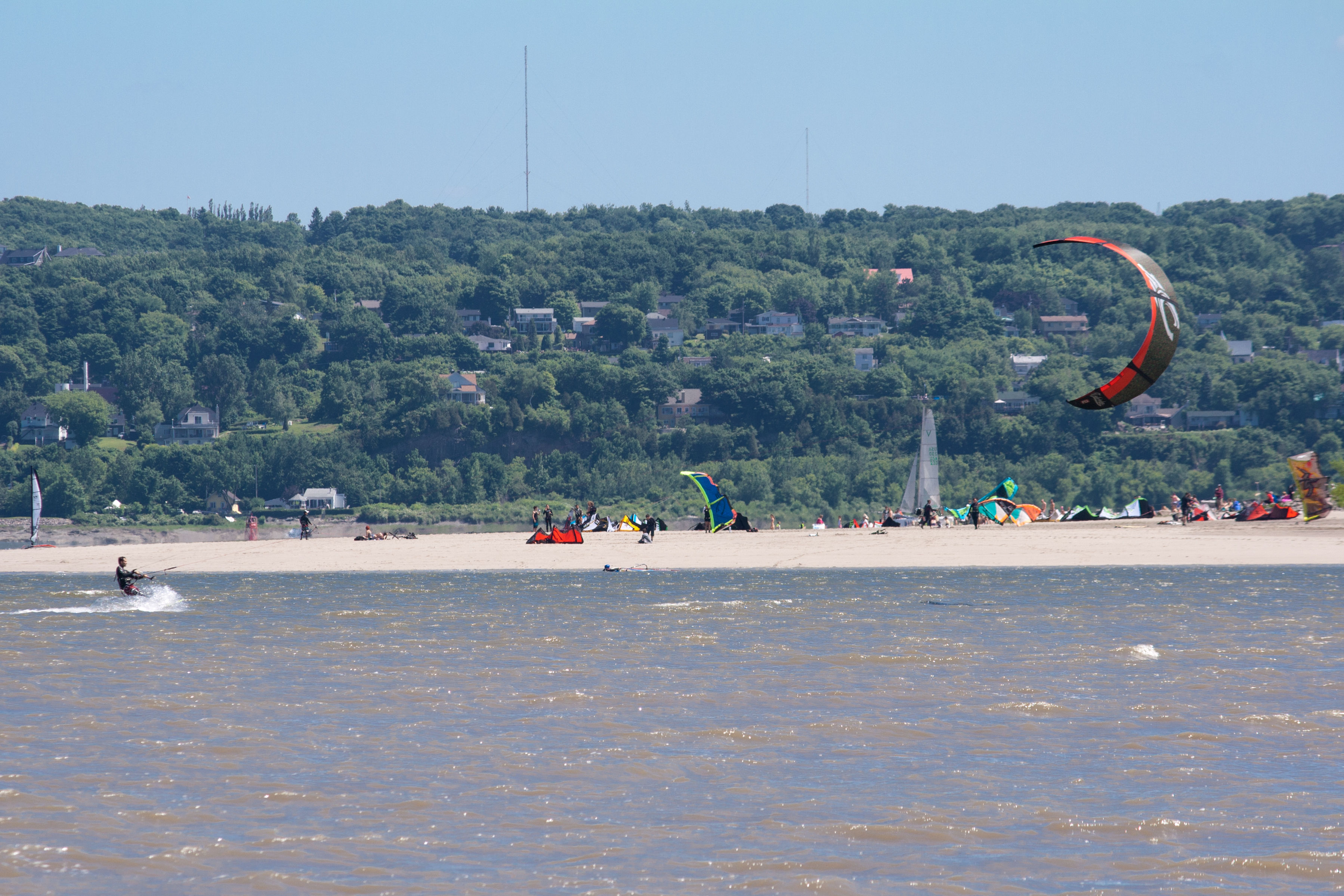
Plage de la baie de Beauport